# Felix Leopold z Thun-Hohensteinu
Felix Leopold hrabě z Thun-Hohensteinu (německy Felix Leopold Graf von und zu Thun-Hohenstein) (11. července 1859 Měšice – 8. dubna 1941 Vídeň) 
byl česko-rakouský šlechtic a rakousko-uherský generál. V c. k. armádě sloužil od roku 1878, později zastával čestné hodnosti u císařských gard. Angažoval se také v politice jako zemský poslanec ve Slezsku, kde získal sňatkem majetek. Za první světové války byl velitelem v Mostaru (1916–1918) a v armádě dosáhl hodnosti polního podmaršála. Po zániku monarchie žil v soukromí na zámku ve Velkých Kunčicích. 

## Životopis

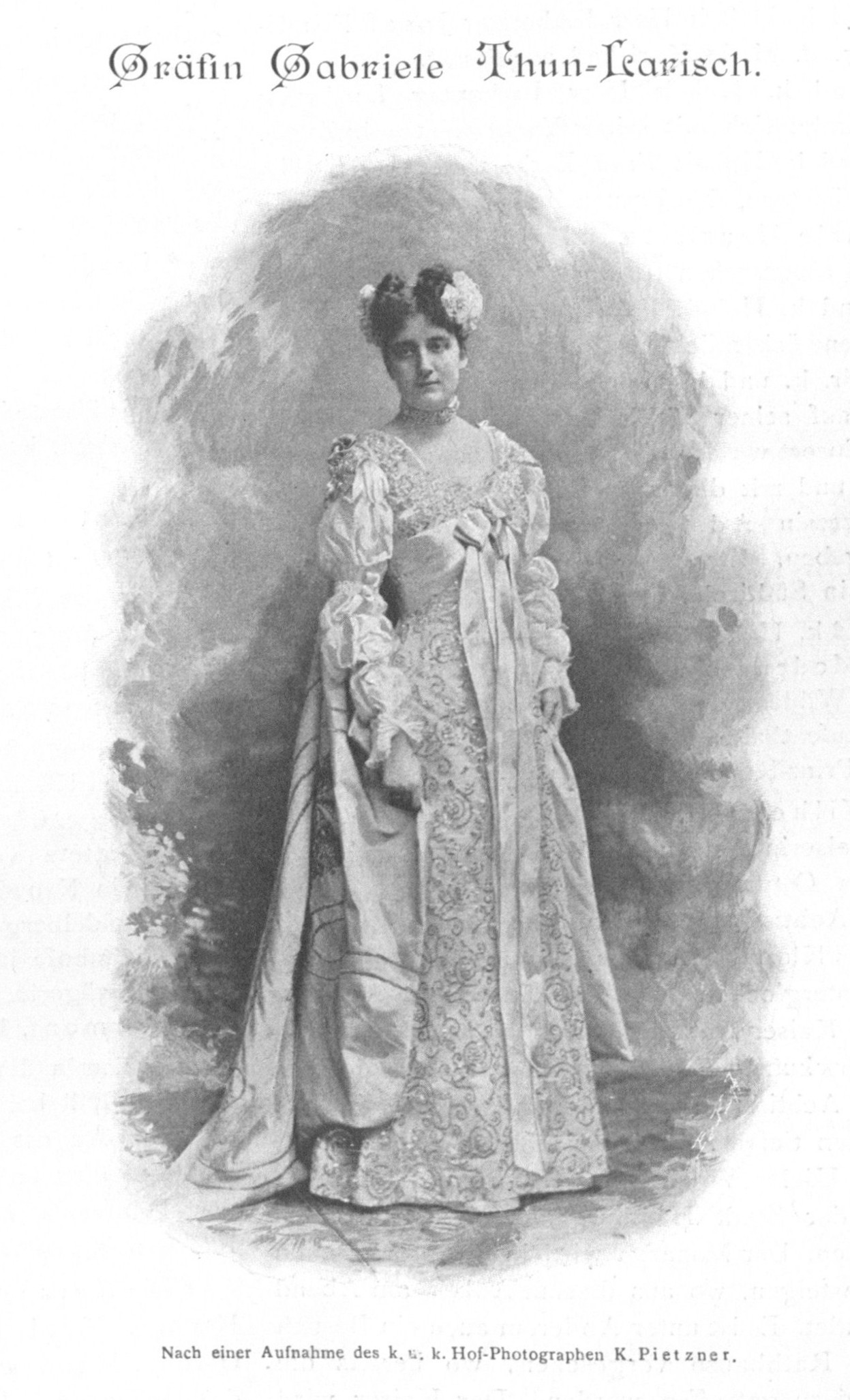
Felixova manželka Gabriela Ludmila, rozená Larisch-Mönnich (1901)

Pocházel ze starého šlechtického rodu Thun-Hohensteinů a patřil ke klášterecké větvi. Narodil se na zámku v Měšicích jako třetí a nejmladší syn dlouholetého salcburského místodržitele Zikmunda Thun-Hohensteina (1827–1897) a jeho manželky Matyldy, rozené hraběnky z Nostic-Rienecku (1831–1910). Felix si zvolil službu v armádě, začínal jako poručík (1878) u 13. dragounského pluku v Brandýse nad Labem. V roce 1883 byl povýšen na nadporučíka a poté již zastával nižší hodnosti u císařských gard. V hodnosti rytmistra (1891) sloužil u 9. dragounského pluku v Černovicích a později v Berežanech, v roce 1898 byl přeložen k 5. dragounskému pluku v Mariboru. V roce 1900 byl povýšen na majora a stal se velitelem jednotky u císařské gardy rejtarů (Garde-Eskadrons-Kommandant der k.u.k. Leibgarde-Reiter-Eskadron). V roce 1905 byl povýšen na podplukovníka a poté dosáhl hodnosti plukovníka (1908). V roce 1912 byl v armádě penzionován. V letech 1911–1915 byl poslancem slezského zemského sněmu za velkostatkářskou kurii (ve Slezsku byl díky sňatku majitelem velkostatku Velké Kunčice). Mimo aktivní službu v armádě později dosáhl hodnosti titulárního generálmajora (1913) a nakonec polního podmaršála (1917). Za první světové války vstoupil znovu do aktivní služby a v letech 1916–1918 zastával funkci velitele v Mostaru.

## Rodinné a majetkové poměry

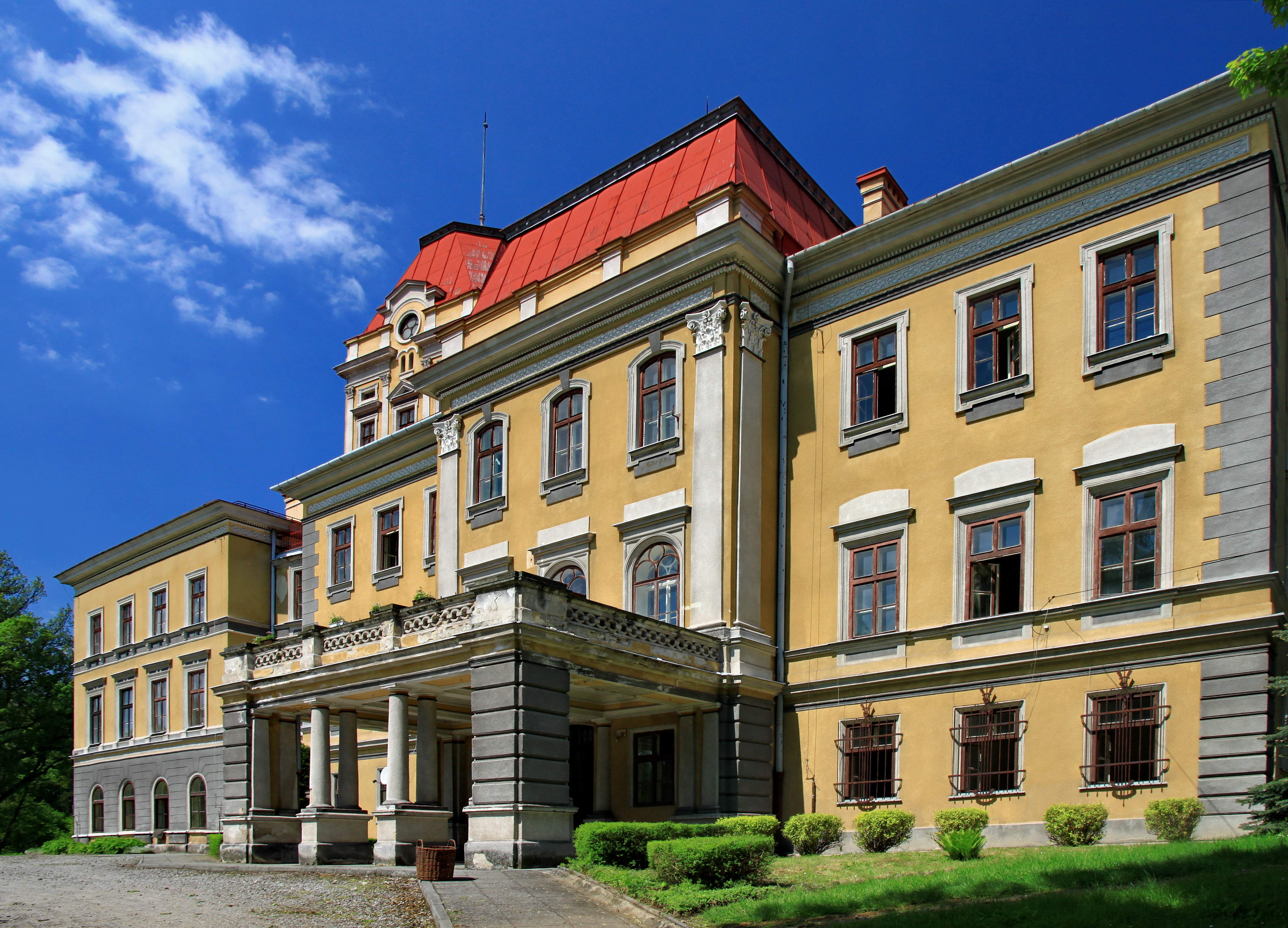
Zámek Velké Kunčice (Polsko)

V roce 1893 se ve Vídni oženil s hraběnkou Gabrielou Larisch-Mönnichovou (1872–1957), dcerou Eugena Larische. Gabriela byla po předčasné smrti obou rodičů  (1878, 1880) vychována v rodině svého strýce hraběte Ferdinanda Deyma ze Stříteže, který byl zároveň jejím poručníkem a i později vedl správu jejího majetku. Po otci byla dědičkou velkostatku Velké Kunčice ve Slezsku (dnes Kończyce Wielkie v Polsku) a Petřvald s několika uhelnými doly. Uhelné doly byly poručnickou správou v roce 1885 pronajaty těžařské společnosti Knížecí těšínské komory (arcivévoda Albrecht). Výnosy z těžby uhlí umožnily hned po sňatku realizovat rozsáhlou přestavbu zámku ve Velkých Kunčicích ve stylu novorenesance. Gabriela byla c. k. palácovou dámou a dámou Řádu hvězdového kříže, angažovala se v charitě a v roce 1922 obdržela Řád znovuzrozeného Polska. Majitelkou Velkých Kunčic byla do roku 1945, kdy jí byly statky znárodněny, poté žila v soukromí v Těšíně. Oba manželé jsou pohřbeni na hřbitově ve Velkých Kunčicích.
Z manželství se narodily čtyři děti. Nejstarší dcera Henrietta (1894–1984) se provdala za Karla Habiga (1879–1937) z vídeňské podnikatelské rodiny vyrábějící klobouky. Starší syn Ervín Zikmund (1896–1946) sloužil za první světové války v c. k. armádě, v meziválečném období žil řadu let v Argentině. Na začátku druhé světové války se vrátil do Evropy a vstoupil do služeb Abwehru. V roce 1945 padl do sovětského zajetí a v únoru 1946 byl v Šoproni popraven. Mladší syn Ferdinand (1898–1978) a dcera Anna (1902–1988) žili ve Vídni a jsou pohřbeni ve společné hrobce se svými prarodiči na městském hřbitově v Salcburku.
Felixův mladší bratr Josef (1856–1932) působil ve státních úřadech a svou kariéru završil jako zemský prezident ve Slezsku (1898–1905). 

## Tituly a ocenění

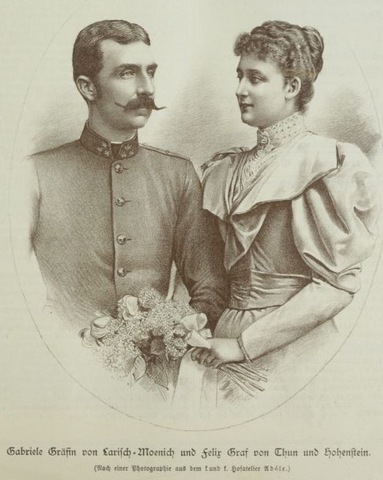
Svatební portrét Felixe Leopolda Thun-Hohensteina a jeho manželky Gabriely, rozené Larisch-Mönnich

V roce 1883 byl jmenován c. k. komořím a po odchodu z armády obdržel titul c. k. tajného rady s nárokem na oslovení Excelence (1912). Během vojenské služby získal několik ocenění v Rakousku-Uhersku i v zahraničí.

### Rakousko-Uhersko
- rytířský kříž Leopoldova řádu s válečnou dekorací (1918)
- Bronzová vojenská záslužná medaile (1912)
- Řád železné koruny III. třídy (1908)
- Vojenský jubilejní kříž (1908)
- Vojenský záslužný kříž (1906)
- Služební odznak pro důstojníky (1902)
- Jubilejní pamětní medaile (1898)

### Zahraničí
- Řád svaté Anny II. třídy (Rusko)
- Řád červené orlice II. třídy (Německo)
- Řád pruské koruny II. třídy (Německo)
- rytíř Řádu čestné legie (Francie)
- komandér Řádu italské koruny (Itálie)
- Vojenský záslužný kříž (Španělsko)